# Mark Crilley
Mark Crilley, född 21 maj 1966, är en amerikansk serietecknare och författare som främst gör böcker och serier för barn och ungdomar. Han har bland annat gjort böckerna om Akiko och Miki Falls.